# Мартин (Словакия)
Вижте пояснителната страница за други значения на Мартин.
Мартин (на словашки: Martin) е град в Словакия, Жилински край, административен център на окръг Мартин. Предишното му име е Турчански свети Мартин (Turčiansky Svätý Martin) до 1950 г.

## География
Градът се намира в часова зона UTC+1. Пощенският му код е 036 01, а телефонният – +421-43.
Разположен е в подножието на планините Малка Фатра (Malá Fatra, 1708 м) и Велика Фатра (Veľká Fatra, 1592 м) при вливането на река Турец (Turiec) в р. Вах (Váh).
Населението на града е 57 300 жители към 31 декември 2011 г., а площта му е 67,736 кв. км.

## История
Мартин за първи път се споменава през 1284 г. като селище в Склабинското панство. Получава статут на град през 1340 г.
Знаменит е преди всичко като столица на словашкото национално възраждане. През 1861 г. там се свиква събрание, което провъзгласява целите на словашкия народ. То става основата на Словашката матица – културна организация на словаците, и се отварят 3 словашки гимназии. Словашкият народен музей е открит през 1893 г.
Словашкото народно събрание приема в Мартин на 30 октомври 1918 г. Декларация на словашкия народ за присъединяване на Словакия към Чехословакия.
Днес Мартин е промишлен център на словашката област Турец.

## Образование
Висшето образование е представено в града от Медицинския факултет „Йесенски“ на Университета „Коменски“, Братислава, който е сред 3-те висши медицински училища в страната. В него следват и чуждестранни студенти, включително ок. 400 норвежци.
Има също 2 гимназии, 3 специализирани средни училища и 3 професионални училища.

## Личности
- Янко Йесенски (Janko Jesenský, 1874–1945) – словашки прозаик, поет, преводач и политически деец на словашкото национално движение
- Мира Набелкова (1956) – словашка лингвистка